# Herb prowincji Harju

Herb

Herb prowincji Harju (pol. Haria) - przedstawia na tarczy w polu czerwonym srebrny krzyż łaciński.
Herb przyjęty został 5 lutego 1937 roku. Jest jednocześnie tzw. małym herbem Tallinna i nawiązuje do legendy o powstaniu na terenie tej prowincji Dannebroga - duńskiej flagi w 1219 roku.

## Literatura
- A. Znamierowski "Flagi świata" Warszawa 2002.